# 廉忠
廉忠（?—?），东汉人物，汉灵帝时尚书令。
165年，因为勃海王刘悝谋逆贬为瘿陶王。刘悝请托中常侍王甫游说哥哥汉桓帝，如果能恢复原来的封国，愿送王甫五千万钱作为谢礼。167年，桓帝遗诏恢复刘悝渤海王，刘悝于是没有给王甫钱，王甫于是又指使尚书令廉忠诬告说：“中常侍郑飒、中黄门董腾等人阴谋迎立勃海王刘悝当皇帝，大逆不道。”172年，刘悝被汉灵帝下狱，刘悝自杀。刘悝的妃妾十一人、子女七十人，歌舞伎女二十四人，全都死在狱中。封国傅、相以下官吏，全都伏诛。王甫等十二人都因此有功被朝廷封为列侯。。